# Ranulph Fiennes
Sir Ranulph Twisleton-Wykeham-Fiennes, OBE (født 7. marts 1944), også kendt under navnet Ranulph (Ran) Fiennes, er en britisk eventyrer og indehaver af flere udholdenhedsrekorder. Han er også en produktiv skribent.
Fiennes tjente i den britiske hær i otte år, herunder en periode på tjenesten for oprørsbekæmpelse, mens han var knyttet til hæren i Oman. Han har været officer i Special Air Service.
Han foretog senere adskillige ekspeditioner og var den første person til at besøge både Nord- og Sydpolen ved udelukkende at benytte sig af transport på jordoverfladen. Han var ligeledes den første til at krydse Antarktis til fods. I maj 2009, i en alder af 65 besteg han Mount Everest.
According to the Guinness Book of World Records i 1984, var han verdens største nulevende eventyrer. Fiennes har skrevet adskillige bøger om sin tid i hæren og sine ekspeditioner, samt bøger om opdagelsesrejsende Robert Falcon Scott og Ernest Shackleton.